# Pora
Ovo je glavno značenje pojma Pora, za druga značenja pogledajte Pora (razdvojba)
Pora  (kasnolat. porus < grč. πόρος: prolaz) u anatomiji označava bilo koji sitan otvor u tijelu, npr. otvor kanalića znojne žlijezde u koži (porus sudoriferus) ili jezgrine pore.